# Reto Wyss (Ruderer)
Reto Wyss (* 22. Mai 1952 in Alchenstorf) ist ein ehemaliger Schweizer Ruderer. Im Leichtgewichts-Einer war er zweimal (inoffizieller) Weltmeister.

## Werdegang
Im Leichtgewichtsrudern wurden von 1974 bis 1984 FISA-Meisterschaften ausgetragen, erst ab 1985 firmierten diese Meisterschaften offiziell als Ruder-Weltmeisterschaften. Bei der ersten Austragung der FISA-Meisterschaften 1974 belegte Reto Wyss im Einer den dritten Platz hinter dem US-Amerikaner William Belden und dem Niederländer Harald Punt. 1975 gewann Wyss den Titel vor dem Österreicher Raimund Haberl und William Belden.
Da Leichtgewichts-Rudern in den 1970er Jahren nicht olympisch war, hatte ein Leichtgewichtsruderer nur dann eine Chance auf eine Olympiateilnahme, wenn er mit den schwereren Ruderern gemeinsam antrat. Der nur 1,76 m grosse Reto Wyss trat bei den Olympischen Spielen 1976 in Montreal mit dem Schweizer Doppelvierer an und belegte den achten Platz, also den zweiten Platz im B-Final. Bei den Weltmeisterschaften 1976 erreichte er im Leichtgewichts-Rudern ebenfalls nicht den Final. 1977 konzentrierte sich Wyss wieder auf den Leichtgewichts-Einer und gewann seinen zweiten Titel. Nach einem fünften Platz im Einer 1978 konnte er in den nächsten zwei Jahren Medaillen in Mannschaftsbooten gewinnen: 1979 Bronze mit dem Leichtgewichts-Vierer ohne Steuermann und 1980 zusammen mit Kurt Steiner Bronze im Leichtgewichts-Doppelzweier. Nach einem vierten Platz im Doppelzweier 1981 beendete Wyss seine Karriere. 
Nach Einführung der offiziellen Weltmeisterschaften versuchte Wyss ein Comeback und belegte bei den Ruder-Weltmeisterschaften 1987 den elften Platz im Leichtgewichts-Einer.
Reto Wyss trat für den RC Aarburg an.